# Відкритий чемпіонат Франції з тенісу 1998
Відкритий чемпіонат Франції з тенісу 1998  — тенісний турнір, що проходив на відкритому повітрі на ґрунтових кортах Стад Ролан Гаррос у Парижі з 25 травня по 7 червня 1998 року. Це був 97 Відкритий чемпіонат Франції, другий турнір Великого шолома в календарному році. 

## Події
Минулорічний чемпіон в одиночному розряді серед чоловіків Густаво Куертен програв у другому колі Марату Сафіну. Переможцем став Карлос Моя, для якого цей титул Великого шолома залишився єдиним. 
У жінок турнір виграла Аранча Санчес Вікаріо. Це була її третя перемога на Ролан-Гарросі та четвертий титул Великого шолома. Мартіна Хінгіс мала шанс стати володаркою усіх титулів Великого шолома водночас, але програла в півфіналі Моніці Селеш. Минулорічна чемпіонка Іва Майолі програла в чвертьфіналі Лінзі Девенпорт.
У змаганнях жіночих пар переможцями стали Мартіна Хінгіс із Яною Новотною. Хінгіс виграла парний турнір у Парижі вперше, але загалом це був її 4 парний титул Великого шолома. Він був також другим кроком до календарного Великого шолома. Яна Новотна виграла 10-ий мейджор у парі, 3-ій та останній у Франції. 
У міксті Вінус Вільямс та Джастін Гімелстоб повторили свій австралійський успіх. Для Гімелстоба цей титул Великого шолома став останнім.

## Результати фінальних матчів

### Дорослі
| Одиночний розряд. Чоловіки      |                                 |                    |
| Карлос Моя                      | Алекс Корретха                  | 6–3, 7–5, 6–3      |
|                                 |                                 |                    |
| Одиночний розряд. Жінки         |                                 |                    |
| Аранча Санчес Вікаріо           | Моніка Селеш                    | 7–6(7–5), 0–6, 6–2 |
|                                 |                                 |                    |
| Парний розряд. Чоловіки         |                                 |                    |
| Якко Елтінг Паул Гаргейс        | Макк Ноулз Деніел Нестор        | 6–3, 3–6, 6–3      |
|                                 |                                 |                    |
| Парний розряд. Жінки            |                                 |                    |
| Мартіна Хінгіс Яна Новотна      | Ліндсі Девенпорт Наташа Звєрєва | 6–1, 7–6(7–4)      |
|                                 |                                 |                    |
| Мікст                           |                                 |                    |
| Вінус Вільямс Джастін Гімелстоб | Серена Вільямс Луїс Лобо        | 6–4, 6–4           |
|                                 |                                 |                    |

### Юніори
| Одиночний розряд. Хлопці        |                                     |               |
| Фернандо Гонсалес               | Хуан Карлос Ферреро                 | 4–6, 6–4, 6–3 |
|                                 |                                     |               |
| Одиночний розряд. Дівчата       |                                     |               |
| Надія Петрова                   | Єлена Докич                         | 6–3, 6–3      |
|                                 |                                     |               |
| Парний розряд. Хлопці           |                                     |               |
| Хосе де Армас Фернандо Гонсалес | Хуан Карлос Ферреро Фелісіано Лопес | 6–7, 7–5, 6–3 |
|                                 |                                     |               |
| Парний розряд. Дівчата          |                                     |               |
| Кім Клейстерс Єлена Докич       | Олена Дементьєва Надія Петрова      | 6–4, 7–6      |
|                                 |                                     |               |